# Michał Rakoczy
Michał Rakoczy (Jasło, 30 marzo 2002) è un calciatore polacco, centrocampista dell'Ankaragücü in prestito dal KS Cracovia.

## Carriera

### Club
Cresciuto nel settore giovanile del KS Cracovia, ha esordito in prima squadra il 19 maggio 2018 in occasione dell'incontro di Ekstraklasa perso 1-4 contro il Pogoń Stettino.

### Nazionale
Ha giocato nelle nazionali giovanili polacche Under-16, Under-17, Under-19 ed Under-20.

## Statistiche

### Presenze e reti nei club
Statistiche aggiornate al 6 marzo 2022.
| Stagione        | Squadra             | Campionato      | Campionato | Campionato | Coppe nazionali | Coppe nazionali | Coppe nazionali | Coppe continentali | Coppe continentali | Coppe continentali | Altre coppe | Altre coppe | Altre coppe | Totale | Totale |
| Stagione        | Squadra             | Comp            | Pres       | Reti       | Comp            | Pres            | Reti            | Comp               | Pres               | Reti               | Comp        | Pres        | Reti        | Pres   | Reti   |
| --------------- | ------------------- | --------------- | ---------- | ---------- | --------------- | --------------- | --------------- | ------------------ | ------------------ | ------------------ | ----------- | ----------- | ----------- | ------ | ------ |
| mag. 2018       | KS Cracovia         | EK              | 1          | 0          | CP              | -               | -               |                    | -                  | -                  |             | -           | -           | 1      | 0      |
| 2018-2019       | KS Cracovia         | EK              | 0          | 0          | CP              | 0               | 0               |                    | -                  | -                  |             | -           | -           | 0      | 0      |
| 2019-2020       | KS Cracovia         | EK              | 9          | 1          | CP              | 2               | 0               | UEL                | 0                  | 0                  |             | -           | -           | 11     | 1      |
| lug.-set. 2020  | KS Cracovia         | EK              | 0          | 0          | CP              | 1               | 0               | UEL                | 0                  | 0                  | SP          | -           | -           | 1      | 0      |
| set. 2020-2021  | Puszcza Niepołomice | 1L              | 28         | 0          | CP              | 2               | 0               |                    | -                  | -                  |             | -           | -           | 30     | 0      |
| 2021-2022       | KS Cracovia         | EK              | 15         | 3          | CP              | 1               | 0               |                    | -                  | -                  |             | -           | -           | 16     | 3      |
| Totale carriera | Totale carriera     | Totale carriera | 53         | 4          |                 | 6               | 0               |                    | 0                  | 0                  |             | -           | -           | 59     | 4      |

## Palmarès

### Club

#### Competizioni nazionali
- Coppa di Polonia: 1

KS Cracovia: 2019-2020